# Micki Steele
Michael Micki Steele, all'anagrafe Susan Nancy Thomas (Pasadena, 2 giugno 1955), è una bassista, chitarrista e cantante statunitense, nota per essere stata bassista delle Bangles.
Sotto il nome di Micki Steele, è stata una delle fondatrici delle Runaways ma se ne andò nel 1975, poco prima del debutto della major. Per diversi anni ha suonato con vari altri gruppi musicali per brevi periodi di tempo.
Nel 1983, Steele sostituì la bassista originale Annette Zilinskas come membro delle Bangles, appena in tempo per suonare sul primo album pubblicato dalla band, All Over the Place. Fece il suo ingresso nelle Bangles durante il culmine della loro carriera, contribuendo come bassista, cantante e cantautrice fino allo scioglimento della band nel 1989. Tornò nella band per un album di reunion del 2003, Doll Revolution, e partecipò al tour fino all'anno successivo abbandonando il gruppo prima del suo termine. In realtà la band avrebbe dovuto fermarsi ugualmente per la seconda gravidanza della batterista Deborah Peterson (Debbi).

## Carriera
Steele iniziò la sua carriera professionale come Micki Steele nella band di adolescenti Runaways, uno dei primi gruppi rock con sole donne. La sua permanenza nelle Runaways fu breve, dato che lasciò la band alla fine del 1975, pochi mesi prima della registrazione del loro primo album. La registrazione principale di questo primo periodo è una sessione demo dell'agosto 1975, avviata con il boot e successivamente pubblicata come album del 1993 Born to Be Bad, con Steele che suona il basso e canta la voce principale della maggior parte delle canzoni. Inoltre, questa uscita le ha dato il suo primo credito per la sceneggiatura con Born to Be Bad, scritto con Sandy West e Kim Fowley. Le Runaways registrarono una seconda demo ai famosi Gold Star Studios nel settembre del 1975 che è rimasta ufficialmente inedita.
All'uscita di Steele dal gruppo sono state date diverse interpretazioni: la sua versione è che era stata licenziata dal manager Kim Fowley per aver rifiutato le sue proposte sessuali e definito stupido il singolo di debutto della band Cherry Bomb. Fowley l'avrebbe ulteriormente denigrata per aver perso una possibilità di fama e per non possedere abbastanza "magia" o "megalomania" per farcela nell'industria musicale.
Steele ha suonato in molte band di Los Angeles tra il 1976 e il 1983, tra cui il gruppo pop-pop Elton Duck (1979-1980), una prima versione di Slow Children (1979), Toni and the Movers con Jack Sherman (1980-1981), la band di improvvisazione Nadia Kapiche (1981) ed un breve periodo come bassista nel gruppo rock d'avanguardia Snakefinger. Concentrandosi sulla sua tecnica musicale e suonando spesso dal vivo, in questo periodo Steele divenne una bassista molto apprezzata, nota per il suo stile melodico ed il suo tono ricco, influenzato da bassisti come Paul McCartney, John Entwistle, Colin Molding e Carol Kaye.

## The Bangles
A metà del 1983 Steele sostituì Annette Zilinskas nelle Bangles, un gruppo allora poco conosciuto. A questo punto Steele era solo la bassista della band, senza composizioni firmate.

### All Over the Place
L'LP di debutto delle Bangles del 1984 All Over the Place è l'unico album della band senza canzoni scritte da Steele, la sua maggiore collaborazione è l'assolo di basso su Tell Me.
Oltre a All Over the Place, nel 1984 Steele ha anche scritto e registrato il pezzo politico El Pollo Loco per la compilation del doppio LP Neighborhood Rhythms.

### Different Light
Sebbene All Over the Place fosse stato ben considerato dalla critica, non fu un successo in classifica. Come le sue compagne di band, Steele raggiunse il successo e la fama solo con l'uscita nel 1986 di Different Light e dei suoi singoli di successo Manic Monday (# 2) e Walk like an Egyptian (# 1). Oltre a suonare linee di basso melodiche e spesso complesse, Steele canta anche due canzoni: una cover di September Gurls della Big Star, in seguito accreditata tardivamente al cantautore Alex Chilton (con relativo ingente reddito da royalties), una ballata severa e introspettiva lontana dal suono lucido e dai temi lirici più standard delle altre tracce di Different Light. La rivista Rolling Stone ha elogiato Following l'uscita dell'album come canzone straordinaria, una composizione oscura che ha indicato alla band in nuove direzioni jazz e folk, solo alcune delle quali sarebbero state esplorate. Steele canta anche il secondo verso Walk like an Egyptian.
Come spesso discusso nelle successive interviste, Different Light è stato anche il prodotto di contese e tensioni significative tra la band e il produttore David Kahne, gran parte di questa contesa è in particolare sull'uso di musicisti esterni alla band in alcune canzoni. Nonostante le polemiche persistenti sulla precisa misura in cui turnisti sono stati impiegati nell'album, Steele è l'unico membro della band che ha confermato di non essere stata sovraincisa, un risultato su cui in seguito ha scherzato asserendo che è stato così solo perché Kahne "aveva finito i soldi".

### Everything
Quest'album è stato un successo commerciale ed anche l'ultimo prima del primo scioglimento del 1989. In termini di carriera, Everything riflette il suo sviluppo come autrice contenendo tre suoi brani: Complicated Girl, Something to Believe In e Glitter Years che il suo massimo che abbia scritto in un album. Due ulteriori brani scritti per le sessioni di quest'album non furono pubblicati, Between the Two che appare infine in Doll Revolution del 2003 e Happy Man Today spesso suonato dal vivo nel tour del gruppo del 1987, ma mai pubblicato. Oltre che per le parti di basso, Micki è anche accreditata per diverse parti di chitarra, indicate nelle note dell'album come occasional guitar.

### Anni 90
Dopo la scioglimento delle Bangles, Micki cercò di scrivere materiale per un album da solista. Oltre alle registrazioni per il suo album suonò in diversi gruppi, come chitarrista ritmica e cantante nei Crash Wisdom e come bassista nel gruppo Eyesore di Michelle Muldrow fondato a San Francisco.

### Doll Revolution
Alla fine degli anni 90 The Bangles si accordarono per una reunion con la Steele,che è stata l'ultima a cedere solo con l'aspettativa di realizzare nuovo materiale. Il gruppo ha registrato subito un album con 15 brani nel 2003, pubblicato con il titolo di Doll Revolution. Come il precedente contiene tre composizioni della Steele: Nickel Romeo, Between the Two e Song for a Good Son, mai pubblicato.
Nonostante il primo breve tour nello stesso anno, problemi familiari delle componenti fecero sì che il gruppo non potesse supportare l'album tanto quanto Micki avrebbe voluto, un problema che, come più tardi notato da Susanna Hoffs, contribuì alla sua decisione di lasciare la band a metà di un tour. Sebbene il suo ultimo concerto è stato all'inizio del 2004 il suo allontanamento non è stato ufficializzato fino al maggio 2005.

## Discografia

### Con le The Runaways
- 1975 – Born to Be Bad

### Con le The Bangles
Album in studio
- 1984 – All Over the Place
- 1986 – Different Light
- 1988 – Everything
- 2003 – Doll Revolution

Raccolte
- 1990 – Greatest Hits